# 圖伽布
圖伽布（？—1860年），博羅特氏，蒙古正藍旗人，清代官員。曾在新疆及青海任駐紮大臣。

## 任職履歷
- 道光二十九年（1850年）十二月，任新疆阿克蘇辦事大臣。
- 咸豐二年十二月（1853年1月），召京。
- 咸豐三年（1853年）九月，任伊犁參贊大臣。
- 咸豐五年（1855年）十一月，召京。
- 咸豐六年（1856年）九月，調任西寧辦事大臣。
- 咸豐八年（1858年）十月，授烏魯木齊都統。
- 咸豐十年（1860年）閏二月，召京。同年三月逝世。